# Fos (Alta Garonna)
Fos è un comune francese di 267 abitanti situato nel dipartimento dell'Alta Garonna nella regione dell'Occitania.

## Società

### Evoluzione demografica
Abitanti censiti